# Ветрењача у Чуругу
Ветрењача у Чуругу, насељеном месту у општини Жабаљ, чији је механизам изграђен у Мађарској 1843. године представља споменик културе у категорији непокретних културних добара од великог значаја.

## Историјат
Ветрењача позната као и "Рођина ветрењача" по власницима из породице Стојшин, у чијем је власништву и данас. Три године по изградњи, 
ветрењачу купује и Тисом је допрема житељ Чуруга, извесни Сиротановић, на чијој обали је и постављена. Ширењем места ветрењача је још два пута пресељавана, да би на данашњем месту била подигнута 1912. године. Са активним радом је престала седамдесетих година 20. века.

## Изглед
Зидана је опеком у облику зарубљене купе са купастим кровом покривеним шиндром. Унутрашњи простор подељен је у четири нивоа: приземље, два спрата и поткровље. У приземљу су три сандука за брашно које доспева са горњег нивоа у којем су смештена три камена за млевење, одакле је, према врху, механизам ветрењаче. Представља једну од ретко сачуваних градњи ове врсте које су у већем броју преко Мађарске доспевале у наше крајеве.